# مجموعه آثار ارسطو
مجموعه آثار ارسطو: مابعدالطبیعه (متافیزیک)، سماع طبیعی، اخلاق نیکوماخوس مجموعه آثار ارسطو با ترجمهٔ محمدحسن لطفی تبریزی است که در سال ۱۳۷۸ منتشر و در مراسم کتاب سال جمهوری اسلامی ایران به‌عنوان کتاب برگزیده معرفی شد.